# Żołędno
Żołędno [pronunciación en polaco: /ʐɔˈwɛndnɔ/] (en alemán: Eichmühle) es un asentamiento en el distrito administrativo de Gmina Połczyn-Zdrój, dentro del condado de Świdwin, Voivodato de Pomerania Occidental, en el noroeste de Polonia. Se encuentra a unos 8 kilómetros al oeste de Połczyn-Zdrój, a 15 kilómetros al este de Świdwin, y a 102 kilómetros al noreste de la capital regional Szczecin.